# Arista Networks

Arista Networks (precedentemente Arastra) è una società americana di reti di computer con sede a Santa Clara, in California. L'azienda progetta e vende switch di rete multistrato per fornire reti definite dal software (SDN) per data center di grandi dimensioni, cloud computing, elaborazione ad alte prestazioni e ambienti di trading ad alta frequenza.
Questi prodotti includono switch cut-through a bassa latenza 10/25/40/50/100 Gigabit Ethernet, tra cui il 7124SX, che è lo switch più veloce con una latenza 500 nanosecondi, così come la serie 7500, ossia lo switch modulare 10G/40G/100Gbit/s di Arista. Il sistema operativo di rete basato su Linux di Arista, l'Extensible Operating System (EOS), funziona su tutti i prodotti Arista.

## Storia
Nel 1982 Andy Bechtolsheim ha co-fondato Sun Microsystems e ne è stato il capo progettista hardware. Nel 1995 David Cheriton ha co-fondato Granite Systems con Bechtolsheim, una società che ha sviluppato prodotti Gigabit Ethernet, poi acquisita da Cisco Systems nel 1996. Nel 2001 Cheriton e Bechtolsheim hanno fondato un'altra start up, Kealia, che è stata acquisita da Sun nel 2004.
Dal 1996 al 2003 Bechtolsheim e Cheriton hanno ricoperto posizioni dirigenziali presso Cisco, guidando lo sviluppo della linea di prodotti Catalyst, insieme a Kenneth Duda, che era stato il primo dipendente di Granite Systems. Nel 2004 i tre fondano poi Arastra (poi ribattezzata Arista). Bechtolsheim e Cheriton sono stati in grado di finanziare l'azienda da soli. Nel maggio 2008 Jayshree Ullal ha lasciato Cisco dopo 15 anni in azienda ed è stato nominato CEO di Arista nell'ottobre 2008. Nell'agosto 2022 Arista Networks ha acquisito Pluribus Networks, una società di rete cloud unificata, per una somma non divulgata.